# Kokosa
Kokosa  est un woreda du centre-sud de l'Éthiopie, situé dans la zone Mirab Arsi de la région Oromia. Il a 144 549 habitants en 2007. Son chef-lieu s'appelle également Kokosa.

## Situation
Situé dans le sud de la zone Mirab Arsi, le woreda est limitrophe de la région Sidama en direction de l'ouest et du sud.
| Malga    | Kofele  |         |
| Gorche   | Kokosa, | Dodola  |
| Arbegona | Bensa   | Nensebo |

Son chef-lieu est la localité de même nom, Kokossa, en anglais : Kokosa Town, ou Cocossa, qui se trouve à environ 2 600 m d'altitude, dans le sud du woreda, à une dizaine de kilomètres seulement d'Arbegona.
Le woreda appartient au bassin versant de la Ganale Dorya[réf. souhaitée].

## Histoire
Le woreda Kokosa, comme son voisin Dodola, fait partie au XXe siècle de l'awraja Genale dans la province de Balé.
À la réorganisation du pays en régions, il se rattache comme lui à la zone Bale de la région Oromia avant de rejoindre la zone Mirab Arsi probablement en 2007.

## Population
D'après le recensement national réalisé en 2007 par l'Agence centrale de la statistique d'Éthiopie, le woreda compte 144 549 habitants et 2 % de sa population est urbaine.
La majorité des habitants (77 %) sont musulmans, 14 % sont protestants, 4 % sont de religions traditionnelles africaines, 2 % sont orthodoxes et moins de 1 % sont catholiques.
Avec 3 224 habitants en 2007, Kokosa Town est la seule agglomération du woreda.
En 2022, la population du woreda est estimée à 204 291 personnes avec une densité de population de 322 personnes par km2 et 635 km2 de superficie.